# Kristian Zahrtmann
Peder Henrik Christian (Kristian) Zahrtmann (født 31. marts 1843 i Rønne, død 22. juni 1917 på Frederiksberg) var en dansk maler. Han var uddannet på Kunstakademiet i København 1864 – 1868. Zahrtmann var en af initiativtagerne til Kunstnernes Studieskole, stiftet 1882, og fra 1885 blev han selv tilknyttet som lærer. Her fik hans lærergerning så stor betydning, at skolen blev kaldt for Zahrtmanns skole. Han kom til at præge flere generationer i dansk malerkunst. Han holdt om sommeren til i den lille italienske bjerglandsby Civita d'Antino sammen med flere kollegaer som Joakim Skovgaard.

## Uddannelse
Efter at have gennemført Rønne Realskole blev han sendt til Sorø Akademi; 1862 blev han student og tog året efter anden eksamen. I disse år boede han hos en familie, hvor datteren var maler. Det var måske derfor, han fik lyst til at forsøge sig som kunstner. I vinteren 1863-64 tegnede han på Teknisk Institut og fik samtidig privatundervisning af Wenzel Tornøe. Han kom ind på Kunstakademiet og arbejdede først under Adolph Kittendorff. Senere malede han under Wilhelm Marstrand og tegnede om aftenen hos Frederik Vermehren.
Han fik afgangsbevis i 1868 og udstillede det følgende år En Konfirmandinde på Bornholm, et noget mørkt billede, der ved følelsens ægthed og finhed tegnede godt. Nogen tid efter blev han ven med de jævnaldrende malere Otto Haslund og Pietro Krohn (den senere direktør for Kunstindustrimuseet). De malede i et fælles atelier og de lærte Zahrtmann teknik, uden at hans syn på naturen eller hans kunstneriske personlighed blev ødelagt.

## Leonora Christina
Om hans stærke særpræg og det, at han var meget optaget af Christian 4.s datter Leonora Christina, vidnede de første af hans Leonora Christina-billeder Leonora Christina i fængslet, 1870 og Slotsfogden skæmter med Kvinderne i den nylig fængslede Kongedatters Kammer på Blaataarn fra 1871, der indbragte ham den Neuhausenske præmie. Det blev solgt til Kunstforeningen. Det fulgtes af ca. 20 betydelige værker med motiver fra Leonora Christinas dramatiske liv bygget på hendes selvbiografi Jammers Minde, frem til 1916 . Som model for billederne sad hans mor eller madam Ullebølle. Hvor mangesidig en kunstner end Zahrtmann senere har vist sig at være, er det de arbejder, der har fastslået hans ry som en af sin tids mest fremragende mestre. Fra sin ungdom havde han følt varmt for Leonora Christina. Nu blev han både hendes forherliger og hendes hævner. I 1873 kom Leonora Christina forlader Fængselet, og han fordybede sig i hendes personlighed og karakter, indtil det lykkedes ham at få fastslået et billede af hende, som tiden nok er løbet fra. Blandt de mange malerier af hende er Leonora Christina i Fængselet (1875, Den Hirschsprungske Samling); hun ser, liggende på sit leje, rotterne æde af det brændende lys;, Corfits Ulfeldt og Leonora Christina, Leonora Christina på Maribo Kloster (1884; Statens Museum for Kunst), Leonora Christina undersøges af Sophie Amalies Tjenerinder (1888, Den Hirschsprungske Samling) og det grufulde og hævngerrige Dronning Sophie Amalies Død (1882 Den Hirschsprungske Samling). Men samtidigt dyrkede Zahrtmann emner fra de mest forskellige kredse. I 1873 udstillede han kartonen til Job og hans Venner, der indbragte ham den mindre guldmedalje, og i 1887 blev udført som maleri og kom på Kunstmuseet. Det er et af mesterens hovedværker, vældigt og gribende ved hovedfigurens mægtige lidenskab og udtrykket af hans uhyre smerte.
- Leonora Christina i fængslet eller Slotsfogden skæmter med Kvinderne i den nylig fængslede Kongedatters Kammer på Blaataarn
1870, Statens Museum for Kunst
- Kristian Zahrtmann, Leonora Christina i fængslet, 1875 Den Hirschsprungske Samling
- Leonora Christina i Maribo Kloster, 1882, Statens Museum for Kunst

Vurderingen af Zahrtmann er som hans lærer Vilhelm Marstrand ændret betydeligt efter deres død. Da Zahrtmann forlod mørkemaleriet blev hans billeder meget kulørte. Zahrtmanns store farvestrålende maleri af Det mystiske Bryllup var i mange årtier Danmarks dyreste. Det blev senest solgt på auktion for en brøkdel af rekordprisen.
- Kristian Zahrtmann, Leonora Christina i Frederiksborg slotshave, 1887, Den Hirschsprungske Samling
- Leonora Christina klædes af og undersøges af dronning Sofie Amalies tjenerinder, 1888, Den Hirschsprungske Samling
- Kristian Zahrtmann, Leonora Christina i Blåtårn, Kvinde laver sig et øllebrød, 1896, Bornholms Kunstmuseum.
- Kristian Zahrtmann, Leonora Christinas død, 1901, Bornholms Kunstmuseum.

## Civita d’Antino
Med Akademiets stipendium opholdt han sig 1875—78 i Italien dels i Rom, dels i mindre byer som Siena, Amalfi og Saracinesco. Fra hans første sydlandstur kan nævnes det smukke billede af En ung Præst, der knæler i Bøn, En Sabinerinde, der vugger sit Barn, Frugtbærersker fra Amalfi og Fem kloge og fem dårlige Jomfruer. Senere var Zahrtmann mange gange på længere ophold i Italien, 1882 med Det anckerske Legat, og han foretog også et par rejser til Grækenland. Under alle sine rejser udfoldede han en rig kunstnerisk virksomhed. I en række år opholdt han sig på sine sydlandsture i den lille italienske bjergby Civita d’Antino, her startede Zahrtmann Kunstnerkolonien i Civita d'Antino i 1883, han blev udnævnt til æresborger i Civita d'Antino. I byen er en lille plads opkaldt efter ham, og der er opsat en mindetavle for ham, skænket af fødebyen Rønne.
I Fuglebakken-kvarteret på Frederiksberg opførte han i 1913 villaen Casa d'Antino ved pladsen, som senere blev Kristian Zahrtmanns Plads.

## Idealisten
Foruden de omtalte værker har Zahrtmann dels ude, dels hjemme udfoldet en virksomhed så rastløs som få af vore andre kunstnere. Nævnes kan her fra 1873 Scene fra Christian VII’ s Hof, hvor dronningen og Struensee spille skak, medens kongen, henslængt på en kanapé, driller papegøjen med sin kårde.
Destil kommer den mægtige Aspasia ved sin Søns Buste, Det mystiske Bryllup mellem Biskoppen og Abbedissen af Pistoja, Nero (1903) samt de mange italienske folkelivsbilleder, gadepartier og landskaber. Ligesom Zahrtmann i sine behandlinger af historiske eller mere "ideale" emner viser sig som en psykolog af meget høj rang, forstår han også som få andre at lægge sin fortrolighed med den italienske landalmues ydre færden og indre liv for dagen. Da han først begyndte at gøre sig bemærket, vakte han ofte forargelse ved sin Mangel på Skjønhedssans; nu er det lykkedes ham efterhånden at opdrage sit publikum til erkendelse af, at skønheden i kunsten ikke er noget en gang for alle vedtaget, men har sit udspring fra, hvad den ægte mester stærkest føler og elsker, når han mest er sig selv. I virkeligheden var Zahrtmann en af sin tids mest udprægede idealister; ikke mindst viser det sig i hans ejendommelige farvesyn. I sin komposition forstår han på sjælden vis at forene skønhed og naturlighed. Hans spekulation i komplementærfarver og specielle farvesammensætninger har dog mindsket interessen for hans værker.
- Scene fra Christian VII's hof, 1873, Hirschsprungske Samling
- Droning Sofie Amalies død, 1882, Statens Museum for Kunst
- Studenter drager ud til Københavns forsvar 1658, 1888, Den Hirschsprungske Samling
- Det mystiske bryllup i Pistoja, 1894, Bornholms Museum

## Zahrtmanns Skole
Zahrtmann var en at den tids store pædagoger indenfor kunst. Før ham kom Eckersberg og efter ham kom Aksel Jørgensen. Han prægede mange kunstnere, 193 nordiske kunstnere var inspireret af Zahrtmann ifølge elevfortegnelsen, selv om han ikke var ansat på Kunstakademiet. Netop i protest mod Kunstakademiet dannedes i 1880 Kunsternes Studieskole. I 1882 begyndte Frans Schwartz ledelsen af skolen efter henvendelse fra yngre elever, han fik hjælp af P.S. Krøyer og Tuxen. De tre var inspireret af den franske malerstil fra deres rejser.
I 1885 forsatte Zahrtmann Schwartz’ arbejde. Zahrtmann ændrede grundlaget for skolen fra fransk til italiensk og græsk. Sammen med eleverne besøgtes kunstsamlinger i Europa. Zahrtmann mente hans elever skulle finde deres egne veje i kunsten og ikke efterligne ham.
Zahrtmann var i en årrække leder af malerskolen. Den var et modspil til Akademiet, som forsøgte at nedlægge den frie malerskole, og som sådan har han haft stor betydning den tids kunst. Han var blandt stifterne af Den Frie Udstilling.

## Seksualitet
Kristian Zahrtmann havde kun to kvinder i sit liv: Leonora Christina og sin mor. Han blev aldrig gift. Dette har fostret spekulationer om, at han kan have været homoseksuel.
Da Kristian Zahrtmann i 1914 udstillede Adam i Paradis (der i mange år tilhørte skuespilleren Olaf Ussing og stadig er i privat eje), blev det en skandale. Kritikere fandt, at han havde ladet hånt om al anstændighed ved at fremstille sin erotiske interesse for mandekroppen, og dette kun få år efter Den Store Sædelighedsaffære.
- David ved Sauls palads (1878), privateje
- Adam i Paradis (1914), privateje
- Jubal og familie 
Bornholms Kunstmuseum
- Portræt af den 14-årige 
Vilhelmine Erichsen
 Bornholms Kunstmuseum

## Hæder
Zahrtmann er rigt repræsenteret på Bornholms Kunstmuseum.
- 1871, 1873 - De Neuhausenske Præmier i 1871 for Leonora Christina i fængslet eller Slotsfogden skæmter med Kvinderne i den nylig fængslede Kongedatters Kammer på Blaataarn, Statens Museum for Kunst, og i 1873 for Sigbrit gennemgår toldregnskaberne med Chr. II,Det Nationalhistoriske Museum på Frederiksborg Slot
- 1876-78 - priser fra Kunstakademiet
- 1882 - Det anckerske Legat
- 1883 - Den Hielmstierne-Rosencroneske Stiftelse
- 1889, 1900 - bronzemedaljer i Paris på verdensudstillingerne
- 1901 - medalje i München
- 1902 - æresborger i Civita d'Antino
- 1910 - Treschow

Pladsen Fuglebakken på Frederiksberg blev i 1927 omdøbt til Kristian Zahrtmanns Plads. En statue af Zahrtmann udført i granit af billedhugger Hans Syberg blev i 1931 afsløret på pladsen.
Civita d'Antino gjorde i 1902 den danske maler til æresborger, og i 1932 satte byen en mindetavle for Zahrtmann op ved indgangen til byen. I 1959 fik byen Rønne lejlighed til at anbringe yderligere en mindetavle med teksten: "Maleren Kristian Zahrtmann / Æresborger i Civita d'Antino / født i Rønne 1843 / død i København 1917. / Hans fødeby satte denne tavle 1959". Samme by har opkaldt en lille plads efter kunstneren, Piazzale Zahrtmann.
Kristian Zahrtmann blev foreslået som navn på en hurtigfærge mellem Ystad og Rønne. Rederiet foretrak kvindenavne og foreslog Leonora Christina pga. Zahrtmanns malerier og hendes Jammers Minde. Efter to afstemninger blev Leonora Christina valgt.